# Beresteahî, Haivoron
Beresteahî (în ucraineană Берестяги) este o comună în raionul Haivoron, regiunea Kirovohrad, Ucraina, formată numai din satul de reședință.

## Demografie
Componența lingvistică a comunei Beresteahî
     Ucraineană (97,03%)
     Rusă (1,67%)
     Română (1,12%)
     Alte limbi (0,19%)
Conform recensământului din 2001, majoritatea populației comunei Beresteahî era vorbitoare de ucraineană (97,03%), existând în minoritate și vorbitori de rusă (1,67%) și română (1,12%).